# Die Richtungen der islamischen Koranauslegung
Die Richtungen der islamischen Koranauslegung ist ein 1920 publiziertes islamwissenschaftliches Werk des ungarischen Orientalisten Ignaz Goldziher (1850–1921), das die geistigen Strömungen und Tendenzen in der Geschichte der Koranexegese zum Gegenstand hat. Es handelt sich ursprünglich um die im September 1913 an der Universität Uppsala im Rahmen der Olaus-Petri-Vorlesungen gehaltenen Vorträge, die 1920 erweitert und überarbeitet bei Brill in Leiden in der Reihe Veröffentlichungen der „De Goeje-Stiftung“ (Nº. VI) in Buchform erschienen sind.

## Inhalt
Das Werk ist der Geschichte der Koranexegese (arab. tafsīr) gewidmet. Dargelegt wird die Entstehung und Entwicklung der Koraninterpretation von den Anfängen bis in Goldzihers Gegenwart, d. h. die Zeit des ägyptischen islamischen Modernismus im frühen 20. Jahrhundert von Muhammad ʿAbduh (1849–1905) und seiner Schule (wie er sich insbesondere an der Zeitschrift al-Manār (Der Leuchtturm) mit ihrem Redakteur Raschīd Ridā (1865–1935) widerspiegelt) und der indisch-islamischen Kulturbewegung (Aligarh-Bewegung, Sayyid Ahmad Khan (1817–1898), Syed Ameer Ali (1849–1928)). Dabei werden neben der traditionellen und dogmatischen Koranauslegung auch die der islamischen Mystik und sektiererische Richtungen der Exegese ausführlich untersucht.
Goldziher beschreibt den Korankommentar von at-Tabari (839–923), einem sunnitischen Traditionarier, Historiker und Rechtsgelehrten persischer Abstammung, als „auch für unsere abendländische Wissenschaft unschätzbares theologisches Hauptwerk“, das erstmals 1903 (in Kairo) gedruckt, 1911 dann in einer Ausgabe  als „eine Vollausgabe des mächtigen Werkes in 30 Bänden (zusammen ungefähr 5200 Seiten in 4°)“, „in korrekterer Gestalt“ ihm vorlag. Goldziher hebt hervor: „Wir besitzen daran eine reichhaltige Enzyklopädie der traditionellen Exegese, deren Vertreter eben Ṭabarī ist“. und zieht es in seiner historischen Darstellung dieser Wissenschaftsdisziplin konsequent heran. Die auf Ibn ʿAbbās (619–688), den Cousin des Propheten Mohammed (gest. 632) und Sohn des Ahnherrn der Abbasiden-Dynastie, zurückgeführten exegetischen Angaben werden ebenfalls ausführlich behandelt.
Umfangreiche Verwendung fanden Buchārīs (810–870) Traditionssammlung und Qastallanis (1448–1517) Buchari-Kommentar, ebenfalls Werke des Mystikers Ghazālīs (1058–1111), insbesondere dessen Iḥyāʾ ʿulūm ad-dīn (Die Wiederbelebung der religiösen Wissenschaften), auch Dhahabīs (1274–1348) Tadhkirat al-huffaz / تذكرة الحفاظ und Ibn Qutaibas (828–889) Ta'wīl muchtalif al-hadīth / تأويل مختلف الحديث sowie viele weitere Werke, wie die des Mystikers Ibn ʿArabī (1165–1240), insbesondere dessen Schriften Fusus al-hikam und Futuhat al-makkiyya.
Ebenfalls umfangreich von Goldziher herangezogen wird der Korankommentar al-kaschschaf von Zamachscharī (1075–1144).

## Hintergrund
Das Werk ist Goldzihers letztes großes Werk, das bis heute als wegweisend gilt.
Es war ursprünglich als Fortsetzung seiner 1910 in Heidelberg veröffentlichten Vorlesungen über den Islam gedacht.
Goldziher widmete das Buch seiner jung verstorbenen Schwiegertochter: „Dem teuern Andenken meiner ihren Lieben früh entrissenen Schwiegertochter Marie Goldziher geb. Freudenberg (st. 4. Dezember 1918) wehmutvoll geweiht.“
Die Korrekturen zu dem Buch lasen die mit Goldziher befreundeten niederländischen Orientalisten Christiaan Snouck Hurgronje (1857–1936) und Arent Jan Wensinck (1882–1939).

## Ausgaben und Übersetzungen
- Die Richtungen der islamischen Koranauslegung. An der Universität Uppsala gehaltene Olaus-Petri-Vorlesungen. Brill, Leiden 1920. Digitalisat. Review von D. S. Margoliouth, in: The Journal of the Royal Asiatic Society of Great Britain and Ireland, No. 1 (Jan., 1922), pp. 120–122: Die Richtungen der islamischen Koranauslegung (Lines Followed by the Islamic Exegesis of the Kur'an). (Online-Teilansicht)
- Eine arabische Übersetzung von ʿAbd al-Ḥalīm al-Naǧǧār (gest. 1964)[16] erschien unter dem unpräzisen Titel  Madhāhib al-tafsīr al-Islāmī (arabisch مذاهب التفسير الاسلامي). Bayrūt, Lubnān: Dār Iqraʼ, 1992[17]
- Arabisch Online
- Schools of Koranic commentators. Wiesbaden : Harrassowitz in Kommission, 2006.